# Юдин, Борис Григорьевич
Бори́с Григо́рьевич Ю́дин (14 августа 1943, Москва — 6 августа 2017, там же) — советский и российский философ, специалист по философско-методологическим и социально-этическим проблемам науки, основоположник биоэтики в России, член-корреспондент РАН с 26 мая 2000 года (Отделение философии, социологии, психологии и права), член Международной академии наук. Председатель Этического комитета при Министерстве здравоохранения РФ. Брат философа Э. Г. Юдина, отец социолога Г. Б. Юдина.

## Биография
Родители — Григорий Наумович Юдин (1904—1982) и Юлия Семёновна Трушко (1906—1992) — работали в металлургической промышленности. В 1967 году окончил МВТУ им. Н. Э. Баумана. С 1969 по 1973 год — научный сотрудник Института конкретных социальных исследований АН СССР. В 1973—1977 годах — консультант, заместитель заведующего отделом редакции журнала «Вопросы философии».
Кандидат философских наук (1971, диссертация «Методологический анализ представлений о самоорганизации»); доктор философских наук (1986, диссертация «Развитие научного знания как объект методологического исследования»). Профессор (1987).
Старший научный сотрудник Института истории естествознания и техники АН СССР (1977—1989), главный редактор журнала «Вопросы истории естествознания и техники» (1988—1989). В 1988—1991 годах заведовал сектором Института философии АН СССР, с 1991 года — сектором биоэтики Института человека РАН. С 1990 года — главный редактор научно-популярного журнала «Человек».
С 1992 года — заместитель председателя Российского национального комитета по биоэтике. С 1997 года — представитель России в Комитете по биоэтике Совета Европы, в 2000—2004 годах — член бюро этого Комитета. Член Совета директоров Международной ассоциации биоэтики (1999—2007), с 2007 года — член Научного совета по программе фундаментальных исследований Президиума РАН «Экономика и социология знания».
Директор Института человека РАН (1999—2004); с 2005 года — заведующий Отделом комплексных проблем изучения человека Института философии РАН, член Учёного совета Института философии. С 2001 года читал курс по биоэтике в Институте философии, теологии и истории св. Фомы Аквинского.
В 2004 году получил должность научного руководителя Института гуманитарных исследований Московского гуманитарного университета. С 2006 года являлся руководителем Центра биоэтики Института гуманитарных исследований (с 2008 года — Института фундаментальных и прикладных исследований) МосГУ. Член редакционного совета журнала «Знание. Понимание. Умение» (с 2004), член редакционного совета журнала «Идеи и идеалы» (с 2009).
Награждён медалью «В память 850-летия Москвы».
Сын Григорий (род. 1983) — социолог.
Похоронен на Донском кладбище (участок 4) в семейном захоронении.

## Научная деятельность
Области научных интересов Б. Г. Юдина: методология системных исследований и самоорганизация, философия, социология и этика науки, биоэтика, человеческий потенциал России, методология комплексных исследований человека.
Б. Г. Юдин — один из разработчиков философского анализа проблем самоорганизации. Его работы выдвигают и разрабатывают идеи о методологических функциях понятия «целостность» в структуре научного познания, а также вопросы о соотношении процессов функционирования и развития научного знания в когнитивном и социально-институциональном плане, о категориях «живое» и «жизнь» как определяющих специфику биологического познания, о соотношении когнитивного и социального в процессах взаимодействия наук, об этике науки как одной из форм самопознания науки.

## Основные работы
Автор свыше 540 научных публикаций.
Книги
- Понятие целостности и его роль в научном познании. М., 1972 (в соавт.);
- Наука и мир человека. М., 1978 (в соавт. с Э. Г. Юдиным; в сер. «Новое в жизни, науке, технике»);
- Методологический анализ науки (его сущность, основные темы и формы). M., 1980 (в соавт.);
- Материалистическая диалектика: краткий очерк теории. М., 1980 (в соавт.; 2-е изд. 1985);
- Методологический анализ как направление изучения науки. М.: Наука, 1986;
- Этика науки: проблемы и дискуссии. М.: Политиздат, 1986 (в соавт. с И. Т. Фроловым; 2-е изд. 2009);
- Интеграция общественных, естественных и технических наук: основные проблемы и тенденции. Научно-аналитический обзор. М., 1987;
- Введение в биоэтику. М., 1998;
- Биоэтика: принципы, правила, проблемы. М., 1998 (в соавт.);
- Этико-правовые аспекты проекта «Геном человека». М., 1998 (в соавт.);
- Биоэтика: вопросы и ответы. М.: Прогресс-Традиция, 2005 (в соавт. с П. Д. Тищенко);
- Гуманитарная экспертиза. К обоснованию исследовательского проекта. / Вал. А. Луков. М., 2006;
- Человеческий потенциал как критический ресурс России. М.: ИФ РАН, 2007 (редактор);
- Здоровье человека: факт, норма, ценность. М., 2009 (в соавт. с Г. Б. Степановой);

Статьи и главы в коллективных трудах
- Понятие целостности в структуре научного знания // Вопросы философии. 1970. № 12;
- Рубежи генетики и проблемы этики // Вопросы философии. 1975. № 10;
- Объяснение и понимание в научном познании // Вопросы философии. 1980. № 9;
- Этика научного исследования // Природа. 1980. № 10;
- Методологический анализ функционирования научного знания // Вопросы философии. 1982. № 8;
- Научное знание как объект социологического исследования. Послесловие к русскому изданию // Малкей М. Наука и социология знания. М., 1983;
- Научное знание как культурный объект // Наука и культура. М., 1984;
- Когнитивная социология науки // Современная западная социология науки. М: Наука, 1988;
- Введение в философию: учебник для вузов / под ред. И. Т. Фролова. М., 1989 (чч. 1-2, в соавт.);
- Возможно ли рациональное самоубийство? // Человек. 1992. № 6;
- О добросовестности в исследованиях // Управление наукой и наукометрия. 2010.
- Сотворение трансчеловека // Вестник Российской академии наук, 2007, Т. 77, № 6, с. 520—527;
- Research on Humans at the Khabarovsk War Crimes Trial: a historical and ethical examination // Japan’s Wartime Medical Atrocities. Comparative inquiries in science, history, and ethics. Ed. by Jing-Bao Nie et al. Routledge, L.-N.Y., 2010, p. 59-78;
- О подготовке студентов к ответственному проведению исследований // Знание. Понимание. Умение. 2011;
- Человеческое измерение НТП // Управление наукой и наукометрия. 2011 (в соавт. с Э. М. Мирским);
- Идея пограничной ситуации // Инновации в корпусе гуманитарных идей. Ч. 1. М.: Изд-во МосГУ, 2012. С. 20-38. (грант РГНФ № 10-03-00846а/Б);
- Наука в современном мире. Этика науки // Философия / под ред. Я. С. Яскевич. Мн.: Высшая школа, 2012.
- Проблема добросовестности в научных исследованиях // Клиническая и экспериментальная хирургия. 2013 (в соавт. с П. Д. Тищенко);
- О теоретико-методологических основаниях биосоциологии // Горизонты гуманитарного знания. — 2017. — № 5. — С. 96—101. — doi:10.17805/ggz.2017.5.8.

Интервью
- Б. Г. Юдин, Ч. К. Даргын-оол (корр.). Юдин Борис Григорьевич: «К биоэтике я шёл непростым путём» // Сайт МосГУ. Архивировано 11 сентября 2016 года.
  - Борис Григорьевич Юдин: «К биоэтике я шёл непростым путём» // Знание. Понимание. Умение  / Б. Г. Юдин, Ч. К. Даргын-оол (корр.). — 2006. — № 1 (архивировано в WebCite). — С. 92—100.
- Борис Юдин: убеждаюсь в обостряющейся актуальности «Носорогов» Ионеско // Полит.ру. — 2008. Архивировано 9 августа 2017 года.